# Protective Stadium
Il Protective Stadium è uno stadio multiuso statunitense ubicato a Birmingham, Alabama.
 Inaugurato ufficialmente nel 2021, lo stadio prende il nome da Protective Life, una holding di servizi finanziari con sede a Birmingham, in virtù di un accordo per i diritti di denominazione della durata di 15 anni, dal valore di un milione di dollari all’anno.
La struttura ospita le partite casalinghe dei UAB Blazers (squadra di football dell'Università dell'Alabama a Birmingham), dei Birmingham Stallions della United Football League (UFL) e del Birmingham Legion, squadra della USL Championship, secondo livello di calcio statunitense. Inoltre, è sede annuale del Birmingham Bowl, incontro post-stagionale del college football.
Nel giugno 2022 il Protective Stadium ha ospitato il concerto di Garth Brooks, che ha fatto infrangere il record di spettatori dell’impianto, ospitando circa 50.000 persone. Un mese dopo, a luglio, vi hanno avuto luogo le cerimonie d’apertura e di chiusura dei Giochi mondiali.
Lo stadio è stato realizzato nell’ambito di un ampio piano di riqualificazione del centro di Birmingham e si è rapidamente affermato come fulcro per eventi sportivi e di intrattenimento nella regione.

## Storia

### Football americano
Lo stadio è diventato la sede ufficiale dei UAB Blazers a partire dalla stagione 2021, sostituendo il leggendario Legion Field, che aveva ospitato la squadra dal 1991. Il trasferimento in una nuova struttura moderna è stato considerato una tappa fondamentale per il programma sportivo, offrendo impianti all’avanguardia, una posizione più favorevole e una migliore esperienza per i tifosi.

La partita inaugurale dello stadio tra UAB Blazers e Liberty Flames.

 I Blazers hanno disputato la loro prima partita al Protective Stadium il 2 ottobre 2021 contro i Liberty Flames, squadra della Liberty University di Lynchburg, Virginia. L’incontro ha segnato il debutto ufficiale dello stadio, attirando un’ampia attenzione a livello locale e regionale, con oltre 35.000 spettatori presenti. L’evento è stato visto come un momento chiave nella crescita e nel rinnovamento del club di football della UAB, che era stato interrotto nel 2014 e successivamente riattivato nel 2017. Il trasferimento in una nuova struttura nel centro cittadino, appositamente progettata per il football, è stato interpretato come simbolo della rinascita e della stabilità a lungo termine del club. Per la città di Birmingham, l’apertura dello stadio ha rappresentato un traguardo importante nei progetti di riqualificazione del centro e un rinnovato impegno nell’ospitare eventi sportivi di alto profilo.
Lo stadio ha una capienza di circa 47.100 posti e dispone di caratteristiche moderne, tra cui posti premium, suite, spogliatoi aggiornati e un maxischermo ad alta definizione.
Nel dicembre 2021, lo stadio ha ospitato il Super 7, ovvero le finali del campionato di football dell’Alabama High School Athletic Association (AHSAA), prendendo parte ad una rotazione triennale con il Bryant–Denny Stadium di Tuscaloosa e il Jordan–Hare Stadium di Auburn, prevista almeno fino al 2032.
Lo stadio è sede del Birmingham Bowl, evento annuale di college football, dall’edizione 2021 che, tenutasi il 28 dicembre 2021, è stata la prima manifestazione a far registrare il tutto esaurito nella struttura.
La maggior parte delle partite della stagione 2022 di United States Football League (USFL) sono state disputate al Protective Stadium, mentre le restanti si sono svolte al Legion Field, anch’esso situato a Birmingham. Nel 2023, il Protective Stadium è diventato uno dei quattro poli principali del campionato, ospitando le partite casalinghe dei Birmingham Stallions e anche le partite “casalinghe” dei New Orleans Breakers.

### Calcio
Dalla stagione 2022 il Birmingham Legion, squadra della USL Championship (USLC), disputa le proprie partite casalinghe al Protective Stadium. Il 7 giugno 2023, il club ha stabilito il proprio record di affluenza, con 18.418 spettatori presenti per la sfida dei quarti di finale della Lamar Hunt U.S. Open Cup contro l’Inter Miami, squadra della Major League Soccer (MLS).